# 保罗·维尔纳
保罗·维尔纳（德語：Paul Verner，1911年4月26日—1986年12月12日），德国统一社会党政治局候补委员、中央书记处书记。

## 生平
1911年，出生于开姆尼茨冶金工人家庭。
1925年，参加共产主义青年团。
1929年，入党。
1930年，担任共青团领导职务。
1932年，去苏联，担任苏联《共青团真理报》记者，苏联外文出版社德文部编辑，后为《青年近卫军报》编辑。
1935年，在荷兰、比利时搞地下活动。
1936年，参加西班牙国际纵队。
1939年，在瑞典被捕坐牢。
1943年，在瑞典当装配工。
1945年，任青年工作，是自由德国青年联盟创建者之一。
1946年，为自动德国青年联盟中央委员，党中央青年秘书处成员。
1940年，为德国人民代表大会代表。
1948年，任德国人民委员会委员。
1949年，任党中央组织部长。
1950年，为中央委员。7月，为中央委员会书记。
1953年，任党中央全德问题部长。
1958年，再次任中央委员会书记。7月，为政治局候补委员。
1959年，任柏林专区党委第一书记及柏林市委第一书记。
1963年，为政治局委员，主管国家安全、组织方面工作。
1969年，为全国阵线全国委员会主席团成员。
1971年，任人民议院国防委员会主席，国务委员会委员。
1986年，去世。